# اليوم الدولي للاحتفال بالانقلاب الشمسي
أعلنت الجمعية العامة للأمم المتحدة يوم 21 حزيران / يونيو من كل عام كيوم دولي للاحتفال بالانقلاب الشمسي تجسيداً لوحدة التراث الثقافي الإنساني من خلال رمزية الانقلابين الصيفي و‌الشتوي والاعتدالين الربيعي و‌الخريفي لخصوبة الأرض والنظم الزراعية، بالإضافة إلى دور هذا الاحتفال في تعزيز العلاقات بين الشعوب. تم اتخاذ قرار الجمعية العامة خلال الدورة الثالثة والسبعون بتاريخ 20 حزيران / يونيو 2020.